# Pseudionella attenuata
Pseudionella attenuata is een pissebed uit de familie Bopyridae. De wetenschappelijke naam van de soort is voor het eerst geldig gepubliceerd in 1949 door Sueo M. Shiino.